# 시몬 드 보부아르

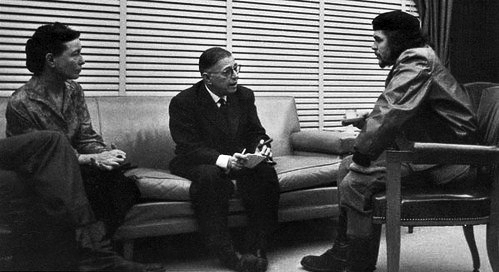
시몬 드 보부아르와 장 폴 사르트르, 체 게바라의 1960년 쿠바에서의 만남

시몬 드 보부아르(프랑스어: Simone de Beauvoir, IPA: [simɔndə boˈvwaʀ], 1908년 1월 9일 ~ 1986년 4월 14일)는 프랑스의 작가이자 철학자이다. 그녀는 소설 뿐 아니라 철학, 정치, 사회 이슈 등에 대한 논문과 에세이, 전기, 자서전을 썼다. 그녀는 《초대받은 여자》(L'Invitée)와 《레 망다랭》(Les Mandarins) 등의 형이상학적인 소설을 쓴 것으로 알려져 있으며, 1949년에 여성의 억압에 대한 분석과 현대 여성주의의 초석이 된 글 《제2의 성》(Le Deuxième Sexe)을 썼다.

## 생애 초기
시몬 드 보부아르는 한때 법조인이었던 아마추어 배우 조르주 드 보부아르(Georges de Beauvoir)와 베르됭(Verdun) 출신의 여성 프랑수아즈 브라쇠르(Françoise Brasseur) 사이의 딸로 태어났다. 시몬 보부아르는 파리에서 태어나 명문 학교에서 교육을 받았다. 제1차 세계 대전 이후 그녀의 외할아버지인 뫼즈 은행의 은행장 귀스타브 브라쇠르가 파산하면서 그의 가족들은 불명예스러운 가난에 빠지게 되었다. 보부아르의 가족은 작은 아파트로 이사해야 했으며, 그녀의 아버지는 다시 일을 해야만 했다. 따라서 부부관계 역시 타격을 입었다.
시몬 보부아르는 언제나 그녀의 아버지가 두 딸 대신 아들을 얻고 싶어했다는 것을 인식하고 있었다. (여동생인 엘렌 드 보부아르는 화가가 되었다.) 그러나 그녀의 아버지는 시몬에게 "넌 남자의 두뇌를 갖고 있다"라고 말했고, 어렸을 때부터 시몬은 뛰어난 학생이었다. 그녀의 아버지 조르주는 자신의 희곡과 문학에 대한 취미를 딸에게 물려주었다. 그는 곧 학문적인 성공만이 딸들이 가난에서 벗어날 수 있게 해 줄 것이라고 확신하게 되었다.
15세 때 시몬 보부아르는 유명한 작가가 될 결심을 하고 있었다. 그녀는 여러 과목에서 뛰어났지만 특히 철학에 끌려, 결국 파리 대학교에서 철학을 전공하게 된다. 거기서 그녀는 장 폴 사르트르를 포함한 다른 지식인들을 만나게 된다.

## 생애 중기
수학과 철학에서 바칼로레아 시험을 통과한 뒤, 보부아르는 Institut Catholique에서 수학과 Institut Sainte-Marie에서 문학과 언어학을 공부했다. 그리고 소르본에서 철학을 전공했다. 1929년 소르본에서 라이프니츠에 대해 발표했고 그 뒤에 장폴 사르트르와 관계를 맺었다. 보부아르가 에콜 노르말에서 수학했다는 오해가 있으나, 보부아르는 사르트르와 철학 서클의 다른 사람들의 도움으로 대학 교육과정에서 뛰어난 결과를 거둘 수 있었다.
1929년 보부아르는 최연소로 철학 교수자격시험(agrégation)을 통과했다. 최종 시험에서 사르트르가 1등을 차지했고, 그녀는 2등을 하였다.
소르본에 있을 때에 보부아르는 평생 동안 따라다닌 별명인 Castor를 얻었다. 그녀의 성 Beauvoir가 영어 "Beaver"와 발음이 비슷한 것을 이용해 다시 불어로 읽은 것인데,
사르트르와 그의 친구들이 그녀가 비버만큼이나 매우 성실하다는 뜻에서 붙여준 것이었다.
보부아르에게는 세간에 알려진 몇몇 동성애인들이 있었다.

### 《초대받은 여자》와 《레 망다랭》
1943년 보부아르는 소설화한 연대기인 초대받은 여자를 출판했는데, 이 책에서 그녀는 올가 코사키비에츠(Olga Kosakiewicz)와 완다 코사키비에츠(Wanda Kosakiewicz)와의 자신과 사르트르의 관계를 다루고 있다. 올가는 보부아르가 30대 초반에 루앙 고등학교의 학생들을 가르치던 시절의 제자이다. 보부아르는 올가를 좋아하게 되었다. 사르트르는 올가를 따라다녔지만 올가에게 거절당했다. 대신에 그는 그녀의 여동생인 완다와 관계를 갖게 되었다. 사르트르는 올가가 보부아르의 애인이었던 자크로랑 보스트(Jacques-Laurent Bost)와 만나고 결혼하기까지 수년간 올가를 지원해 주었다. 사르트르는 죽기 전까지 완다를 지원해 주었다. 제2차 세계 대전이 일어나기 전을 다룬 이 소설에서 보부아르는 올가와 완다의 복잡한 관계로부터 한 인물을 만들어냈다. 소설화한 버전의 보부아르와 사르트르는 젊은 여성과 삼각관계(ménage à trois)를 이룬다. 소설은 또한 보부아르와 사르트르의 복잡한 관계와 삼각관계가 둘의 관계에 미친 영향에 대해 깊이 파고든다.
보부아르는 형이상학적인 소설 《초대받은 여자》 이후에 많은 책들을 썼는데, 그 중 하나가 《레 망다랭》으로 프랑스의 가장 권위있는 문학상인 공쿠르상을 수상한 작품이다. 《레 망다랭》은 제2차 세계 대전 이후가 배경이다. 이 책은 사르트르와 미국 작가이자 한 때 보부아르의 연인이었던 넬슨 알그렌, 그밖에 사르트르나 보부아르와 친밀한 많은 철학자들과 친구들을 묘사하고 있다.

### 실존주의 윤리학
1944년 보부아르는 실존주의 윤리학에 대한 논문인 《피루스와 키네아스》(Pyrrhus et Cinéas)를 썼는데, 그녀는 이후 이 주제에 대해 계속하여 글을 쓰게 되었다.《애매함의 도덕에 관하여》(Pour Une Morale de L'ambiguïté, 1947)는 프랑스 실존주의에 입문하기 위한 가장 쉬운 책일 것이다. 이해하기 쉬운 이 책의 단순성은 사르트르의 《존재와 무》의 난해함과 대비된다. 보바르가 이야기한 애매함은 사르트르를 포함한 많은 사람들이 "존재와 무"같은 실존주의 저작에서 찾아낸 몇가지 모순을 해결해 준다.

### 성, 실존주의적 여성주의, 《제2의 성》
《제2의 성》은 프랑스에서 두 권의 책으로 출판되었다. 보부아르는 저술 활동을 계속하면서 에리카 종(Erica Jong)과 저메인 그리어(Germaine Greer)의 성적으로 강력한 여성주의가 올 것을 예견하였다. 알그렌은 훗날 (소설상의 인물 루이스 브로건의 모델이 된 알그렌에게 바쳐진 책인)《레 망다랭》과 그녀의 자서전에서 보부아르가 미국에서의 성적 경험들을 솔직하게 이야기한 것에 대해서 분노했다. 그는 그녀의 저작에 대한 평론으로 자신의 분노를 표출하였다. 보부아르의 삶에서 알그렌에게 보낸 연애 편지를 포함한 많은 육체적 관계에 대한 일화들은 보부아르가 사망하자 곧바로 공개되었다.
"제2의 성"의 "사실과 신화" 장에서 보부아르는 남성이 여성에게 "신비함"이라는 거짓된 아우라를 주입시켜 여성을 사회적 "타자"로 만들었다고 주장했다. 남성은 여성이나 여성의 문제를 이해하지 못하나 여성을 도와주지 못하는 것에 대한 변명으로 이 주장을 이용했고, 이러한 고정관념은 사회적으로 상위 계급에 의해 하위계급으로 퍼뜨려졌다고 주장했다. 그녀는 인종, 계급, 종교와 같은 다른 부류의 경우에도 이러한 현상이 일어났다고 했다. 그러나 그녀는 남성이 여성을 고정관념화하고 이것을 가부장적 사회를 조직하기 위한 방편으로 사용하기 위한 수단으로 가장 확실한 것은 성이라고 하였다.
보부아르의 《제2의 성》은 프랑스에서 1949년 출판되어 도덕적인 혁명을 규정하게 된 여성주의적 실존주의가 시작되었다. 실존주의자인 보부아르는 실존은 본질에 앞선다(프랑스어: l'existence précède l'essence)라는 경구를 받아들인다. 따라서 한 사람은 여자로 태어나는 것이 아니라, 여자가 되는 것이다. 그녀의 분석은 타자에 대한 해겔의 개념에 초점을 맞춘다. 보부아르가 여성의 억압에 대한 근본으로 것으로 인식한 것은 본질적인 타자로서의 여성의 (사회적) 구축이다. 여기서 타자는 "완전한 타자"를 의미한다.
1890년경에 태어난 여성주의 작가인 아드리엔 사위케(Adrienne Sahuqué)는 여성에 대한 성적인 선입견에 대해 《성적 도그마》('Les dogmes sexuels', Paris, Alcan, 1932)에서 다루었다. 그녀의 저술은 보부아르의 것에 비해 큰 주목을 받지 못하였다.
보부아르는 여성이 역사적으로 특이하고, 비정상적인 존재로 생각되었다고 주장했다. 그녀는 메리 울스턴크래프트(Mary Wollstonecraft)도 남성을 여성이 동경해야 할 이상적인 존재라고 여겼다고 하였다. 보부아르는 여성들이 자신들이 정상이 아니라고 여겼고, 언제나 "정상성"을 흉내내려고 노력하는 아웃사이더라는 인식을 가지고 있었는데, 이러한 태도가 여성의 성공을 제한했다고 했다. 그녀는 여성주의가 더욱 진보하기 위해서 이러한 억측이 없어져야 한다고 생각했다.
보부아르는 여성은 남성과 마찬가지로 스스로 선택을 할 능력이 있다고 단언하였고, 그러므로 그들은 이전에 그들을 포기하게 만든 내재를 넘어서 행동하여 초월에 이를 수 있고, 한 사람이 자기 자신과 (스스로 자신의 자유를 선택할 수 있는)세계에 대하여 책임을 질 수 있는 위치에 오르기 위해 자신들 스스로 선택을 할 수 있다고 하였다.
1969년 쉬잔 릴라르(Suzanne Lilar)는 비판적인 소론인 《제2의 성의 오해》(Le Malentendu du Deuxième Sexe)를 저술했다.

### 《레 탕 모데른》
제2차 세계 대전 이후 보부아르와 사르트르는 모리스 메를로퐁티 등과 함께 《레 탕 모데른》(프랑스어: Les Temps Modernes, 현대)이라는 정치적 잡지를 발간한다. 보부아르는 이 잡지에 자신의 저술을 실었고 소논문이나 책을 내기 전에 작은 규모에서 자신의 발상들을 탐구하였다. 보부아르는 자신의 사망 직전까지 이 잡지의 편집자로 남았다.

### 《노년》
보부아르는 미국과 중국을 여행하여 유명한 유행기를 저술했고, 소논문들과 소설들을 특히 1950년대와 1960년대에 걸쳐 출판하였다. 그녀는 나이먹음에 대하여 다루고 있는《위기의 여자》와 같은 몇 권의 단편을 출판했다.
1979년 그녀는 그녀의 어린 시절에 여성으로서 겪었던 짧은 이야기들을 수록한 "Quand prime le spirituel"(정신적인 것이 우선할 때)을 출판했다. 이 이야기들은 《초대받은 여자》 이전에 쓰였으나 보부아르는 약 40년간 이 책이 출판될 가치가 있다고 생각하지 않았다.
사르트르와 메를로퐁티 사이에는 오랜 기간 불화가 있었고, 이로 인해 메를로퐁티가 《레 탕 모데른》을 떠나게 되었다. 보부아르는 사르트르의 편을 들어 메를로퐁티와의 관계를 단절했다. 만년에, 보부아르는 이 잡지의 편집 회의의 진행을 맡았으며, 그녀가 원고를 독촉한 사르트르에 비해서 이 잡지에 대한 기여가 많았다.
보부아르는 또한 4권의 유명한 자서전을 저술했다. 자서전 4권의 제목은 각각 《처녀 시절》(Mémoires d'une jeune fille rangée, 1958)·《나이의 힘》(La Force de l'âge, 1960)·《사물의 힘》(La Force des choses, 1963)·《결국》(Tout compte fait, 1972)이다.
1970년대 보부아르는 프랑스 여성 해방 운동에 활동였다. 그녀는 1971년 343선언에 서명하였는데, 이 선언은 당대 최고의 프랑스 여성 지식인 343명이 참여하여 당시 프랑스에서 불법이었던 낙태를 허용할 것을 주장한 운동이었다. 보부아르는 낙태 경험이 있다고 주장했으나, 실제로 낙태 경험은 없었다. 서명자들은 카트린 드뇌브, 델핀 세릭, 그리고 보부아르의 누이인 푸페트 등 다양했다. 1974년, 낙태는 프랑스에서 합법화되었다.
그녀가 1970년에 쓴 산문인 《노년》(La Vieillesse)은 모든 인간이 60세가 되기 전에 죽지 않는다면 경험하게 되는 쇠락과 고독에 대해 지적으로 고찰한 드문 저서이다. 1981년 그녀는 사르트르의 말년을 고통스럽게 이야기한 《작별의 의식》(La Cérémonie Des Adieux)을 썼다. 책의 서문에서 보부아르는 이 책이 자기가 쓴 책 중에서 출판되기 전에 사르트르가 읽지 않은 유일한 책이라고 설명했다. 그녀와 사르트르는 언제나 서로의 작품들을 읽어 보았기 때문이다.
사르트르가 사망한 후, 보부아르는 사르트르가 그녀에게 보낸 편지들을 편집하여 출판하였다. 그들 모임에서 아직 살아있는 사람들과 감정을 나누기 위해서였다. 보부아르가 죽은 이후, 사르트르의 양녀이며 상속자인 아를레트 엘카임(Arlette Elkaïm)은 사르트르의 편지들을 편집되지 않은 형태로 출판하려고 하지 않았다. 현재 출판된 대부분의 사르트르의 편지들은 보부아르의 편집을 거친 것으로, 생략된 부분은 적지만 가명이 많이 사용되어 있다. 보부아르의 양녀이자 상속자인 실비 르 봉(Sylvie Le Bon-de Beauvoir)은 엘카임과 달리 보부아르가 사르트르와 알그렌에게 쓴 편지들을 편집을 거치지 않고 출판하였다.

## 죽음

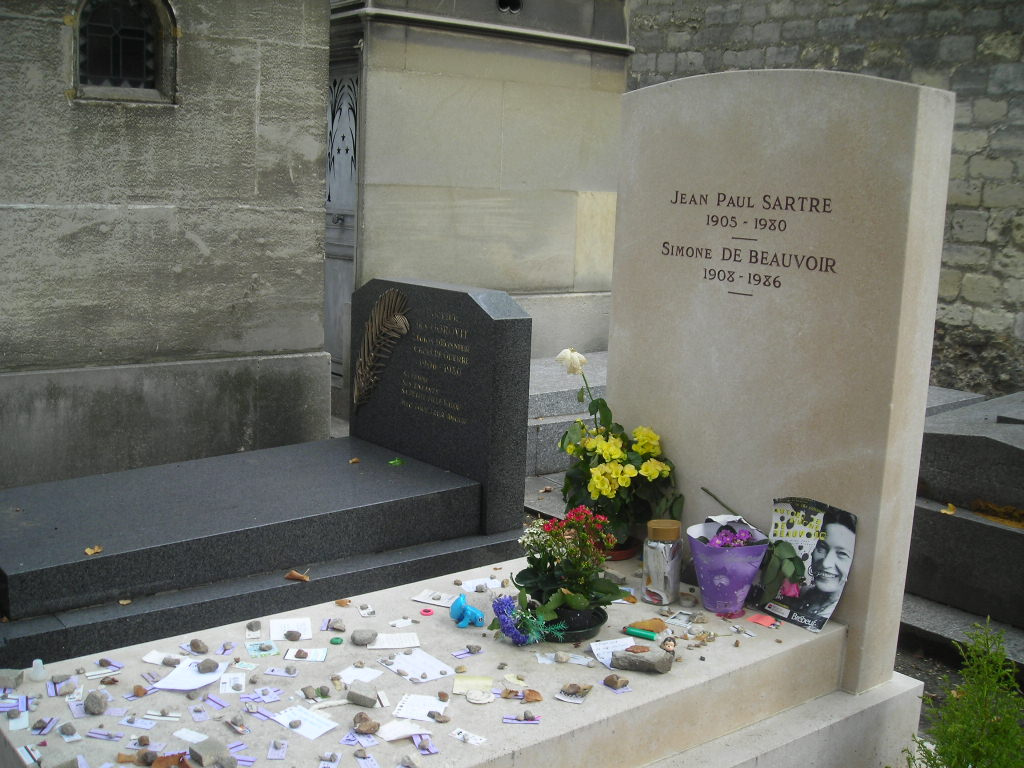
몽파르나스(Cimetière du Montparnasse) 묘지에 있는 보부아르의 묘

보부아르는 1986년 폐렴으로 사망했다. 파리의 몽파르나스 묘지에 있는 사르트르의 묘 옆에 그녀의 시신이 묻혔다. 1968년 이후 여성주의의 어머니로서 뿐만 아니라 실존주의 철학과 기타 등등의 학문적 업적으로 그녀를 프랑스의 주요한 사상가로 보는 시각이 대두하면서 사망 이후 그녀에 대한 명성은 더욱 높아졌다.
보부아르와 사르트르의 서로에 대한 영향에 대해서는 현재 논의가 진행 중이다. 보부아르는 사르트르의 실존주의와 관계 없는 철학 저술도 여럿 남겼지만, 사르트르의 걸작인 존재와 무(L'Être et le Néant)에서 영향을 받은 것으로 보인다. 보부아르가 초기에 쓴 철학 논고와 논문이 나중에 사르트르의 사상에 미친 영향을 연구한 학자들도 있다. 마거릿 A. 시몬스(Margaret A. Simons)와 샐리 숄츠(Sally Scholtz) 등의 철학계 안팎의 많은 학자들이 보부아르의 사상을 연구했다. 보부아르의 생애는 또한 여러 전기로 쓰였다.
2006년 건축가 디트마르 파이히팅거(Dietmar Feichtinger)가 그녀의 이름을 따 센강을 가로지르는 시몬 드 보부아르 인도교(Passerelle Simone-de-Beauvoir)를 설계했다. 여성적 곡선이 특징인 이 다리는 프랑스 국립 도서관(Bibliothèque nationale de France)으로 연결된다.